# Корепанова Марія Іванівна
Марія Іванівна Корепанова (1905, село Яр Вятської губернії, тепер Ярського району, Удмуртія, Російська Федерація — ?) — радянська державна діячка, завідувач тваринницькими фермами колгоспу «Земледелец» (імені Кагановича) Ярського району Удмуртської АРСР. Депутат Верховної ради СРСР 3—4-го скликань.

## Життєпис
Народилася в родині селянина-середняка. З 1930 по 1941 рік працювала колгоспницею колгоспу «Земледелец» Ярського району Удмуртської АРСР. У 1941 році переведена на роботу в тваринницьку бригаду колгоспу, займалася вівчарством.
У 1942 — після 1955 року — завідувач тваринницькими фермами колгоспу «Земледелец» (потім — імені Кагановича) Дізьмінської сільської ради Ярського району Удмуртської АРСР.
Член ВКП(б) з 1946 року.
Подальша доля невідома.

## Нагороди
- медаль «За доблесну працю у Великій Вітчизняній війні 1941—1945 рр.»
- медаль материнства ІІ ст.
- медалі